# Перелік наукових фахових видань з юридичних наук
Перелік наукових фахових видань України з юридичних наук — наукові фахові видання зі спеціальностей «Право» та «Міжнародне право». Станом на 10 грудня 2024 п'ять видань належали до категорії «А», яку присвоюють виданням, що індексуються в базах даних Web of Science Core Collection або Scopus.

## Пояснення
Наукові фахові видання повинні забезпечувати зареєстровані, тобто в активному стані, ідентифікатори DOI (англ. Digital Object Identifier) у кожного опублікованого матеріалу наукового характеру, які перенаправляють на вебсторінку видання, де розміщений цей матеріал. На практиці окремі видання з переліку можуть:
- не мати власного вебсайту, або їхній сайт може бути більше недоступний онлайн;
- користуватися сервісом Zenodo[en], який призначений для використання авторами для матеріалів без DOI, а не виданнями, та який створює посилання, які перенаправляють на вебсайт Zenodo, а не на вебсайт видання;
- реєструвати DOI зі значною затримкою після розміщення матеріалів;
- розміщувати матеріали онлайн зі значною затримкою після публікації;
- зазначати DOI статей лише на вебсайті, але не зазначати в друку чи в файлі з повним текстом статті;
- оформлювати DOI гіперпосиланнями з правильним текстом, але неправильною або сторонньою адресою URL.

Серед засновників видань є:
- установи структури Національної академії наук України — умовно позначені в таблиці скороченням «НАН»;
- установи структури Національної академії правових наук України — умовно позначені в таблиці скороченням «НАПрН»;
- організації системи Міністерства юстиції України — умовно позначені в таблиці скороченням «Мін'юст»;
- організації системи Міністерства внутрішніх справ України — умовно позначені в таблиці скороченням «МВС»;
- Київський національний університет імені Тараса Шевченка — умовно позначений у таблиці скороченням «КНУ»;
- Національний університет «Одеська юридична академія» — умовно позначений у таблиці скороченням «ОЮА»;
- Національний університет «Юридична академія України імені Ярослава Мудрого» — умовно позначений у таблиці скороченням «НЮУ»;
- інші навчальні заклади, інші наукові установи та інші організації.

## Список видань
| Назва | Засновники | Засновники        | Місце            | Кат. | Період. | Сайт | DOI                                                                          | ORCID                                                                       | OA                                                |
| Назва | Перелік | Нал.              | Місце            | Кат. | Період. | Сайт | DOI                                                                          | ORCID                                                                       | OA                                                |
| --- | --- | ----------------- | ---------------- | ---- | ------- | ---- | ---------------------------------------------------------------------------- | --------------------------------------------------------------------------- | ------------------------------------------------- |
| Адміністративне право і процес | Київський національний університет імені Тараса Шевченка | КНУ               | Київ             | Б    | 4       | Так  | Використовує префікс DOI, посилання за яким перенаправляють на сайт видання. | +                                                                           | Розміщує публікації на умовах відкритого доступу. |
| Академічні візії | ЗВО «Львівський університет бізнесу і права» | -                 | Львів            | Б    | 12      | Так  | [ 5 ]                                                                        | +                                                                           | Розміщує публікації на умовах відкритого доступу. |
| Актуальні питання в сучасній науці | - Громадська організація «Всеукраїнська асамблея докторів наук з державного управління» - Громадська організація «Асоціація науковців України» - ТОВ «Науковий парк Національного авіаційного університету» | -                 | Київ             | Б    | 12      | Так  | [ 7 ]                                                                        | +                                                                           | Розміщує публікації на умовах відкритого доступу. |
| Актуальні проблеми вдосконалення чинного законодавства України | ДВНЗ «Прикарпатський національний університет імені Василя Стефаника» | -                 | Івано-Франківськ | Б    | 3       | Так  | Використовує префікс DOI, посилання за яким перенаправляють на сайт видання. | +                                                                           | Розміщує публікації на умовах відкритого доступу. |
| Актуальні проблеми вітчизняної юриспруденції | Дніпропетровський національний університет імені Олеся Гончара | -                 | Дніпро           | Б    | 1       | Так  | Використовує префікс DOI, посилання за яким перенаправляють на сайт видання. | -                                                                           | Розміщує публікації на умовах відкритого доступу. |
| Актуальні проблеми держави і права | Національний університет «Одеська юридична академія» | ОЮА               | Одеса            | Б    | 4       | Так  | Використовує префікс DOI, посилання за яким перенаправляють на сайт видання. | -                                                                           | Розміщує публікації на умовах відкритого доступу. |
| Актуальні проблеми інноваційної економіки та права | Державний біотехнологічний університет | -                 | Харків           | Б    | 6       | Так  | Використовує префікс DOI, посилання за яким перенаправляють на сайт видання. | +                                                                           | Розміщує публікації на умовах відкритого доступу. |
| Актуальні проблеми міжнародних відносин | Київський національний університет імені Тараса Шевченка | КНУ               | Київ             | Б    | 4       | Так  | Використовує префікс DOI, посилання за яким перенаправляють на сайт видання. | +                                                                           | [ 13 ]                                            |
| Актуальні проблеми політики | Національний університет «Одеська юридична академія» | ОЮА               | Одеса            | Б    | 2       | Так  | Використовує префікс DOI, посилання за яким перенаправляють на сайт видання. | +                                                                           | Розміщує публікації на умовах відкритого доступу. |
| Актуальні проблеми права: теорія і практика | Східноукраїнський національний університет імені Володимира Даля | -                 | Сєвєродонецьк    | Б    | 2       | Так  | Використовує префікс DOI, посилання за яким перенаправляють на сайт видання. | -                                                                           | Розміщує публікації на умовах відкритого доступу. |
| Актуальні проблеми правознавства | Західноукраїнський національний університет | -                 | Тернопіль        | Б    | 4       | Так  | Використовує префікс DOI, посилання за яким перенаправляють на сайт видання. | +                                                                           | Розміщує публікації на умовах відкритого доступу. |
| Альманах міжнародного права | Міжнародний гуманітарний університет | -                 | Одеса            | Б    | 2       | Так  | Використовує префікс DOI, посилання за яким перенаправляють на сайт видання. | -                                                                           | Розміщує публікації на умовах відкритого доступу. |
| Альманах права | Інститут держави і права ім. В. М. Корецького НАН України | НАН               | Київ             | Б    | 1       | Так  | Використовує префікс DOI, посилання за яким перенаправляють на сайт видання. | +                                                                           | Розміщує публікації на умовах відкритого доступу. |
| Ампаро | ДВНЗ «Запорізький національний університет» | -                 | Запоріжжя        | Б    | 4       | Так  | Використовує префікс DOI, посилання за яким перенаправляють на сайт видання. | +                                                                           | [ 13 ]                                            |
| Аналітично-порівняльне правознавство | ДВНЗ «Ужгородський національний університет» | -                 | Ужгород          | Б    | 6       | Так  | Використовує префікс DOI, посилання за яким перенаправляють на сайт видання. | +                                                                           | Розміщує публікації на умовах відкритого доступу. |
| Архів кримінології та судових наук | Національний науковий центр «Інститут судових експертиз ім. засл. проф. М. С. Бокаріуса» | Мін'юст           | Харків           | Б    | 2       | Так  | Використовує префікс DOI, посилання за яким перенаправляють на сайт видання. | +                                                                           | Розміщує публікації на умовах відкритого доступу. |
| Бюлетень з обміну досвідом роботи | Донецький державний університет внутрішніх справ МВС України | МВС               | -                | Б    | ?       | -    | [ 22 ]                                                                       | ?                                                                           | ?                                                 |
| Вісник Асоціації кримінального права України | Національний юридичний університет імені Ярослава Мудрого | НЮУ               | Харків           | Б    | 2       | Так  | Використовує префікс DOI, посилання за яким перенаправляють на сайт видання. | -                                                                           | Розміщує публікації на умовах відкритого доступу. |
| Вісник Київського національного університету імені Тараса Шевченка. Військово-спеціальні науки                                                                        | Київський національний університет імені Тараса Шевченка | КНУ               | Київ             | Б    | 4       | Так  | Використовує префікс DOI, посилання за яким перенаправляють на сайт видання. | +                                                                           | Розміщує публікації на умовах відкритого доступу. |
| Вісник Київського національного університету імені Тараса Шевченка. Міжнародні відносини                                                                              | Київський національний університет імені Тараса Шевченка | КНУ               | Київ             | Б    | 2       | Так  | [ 22 ]                                                                       | -                                                                           | [ 26 ]                                            |
| Вісник Київського національного університету імені Тараса Шевченка. Юридичні науки                                                                                    | Київський національний університет імені Тараса Шевченка | КНУ               | Київ             | Б    | 6       | Так  | Використовує префікс DOI, посилання за яким перенаправляють на сайт видання. | +                                                                           | [ 13 ]                                            |
| Вісник кримінального судочинства | - Київський національний університет імені Тараса Шевченка - ТОВ «Правова єдність» | КНУ               | Київ             | Б    | 4       | Так  | Використовує префікс DOI, посилання за яким перенаправляють на сайт видання. | +                                                                           | [ 13 ]                                            |
| Вісник Кримінологічної асоціації України | Харківський національний університет внутрішніх справ МВС України | МВС               | Харків           | Б    | 3       | Так  | Використовує префікс DOI, посилання за яким перенаправляють на сайт видання. | -                                                                           | [ 13 ]                                            |
| Вісник Луганського навчально-наукового інституту імені Е. О. Дідоренка                                                                                                | Донецький державний університет внутрішніх справ МВС України | МВС               | Сєвєродонецьк    | Б    | 4       | Так  | Використовує префікс DOI, посилання за яким перенаправляють на сайт видання. | +                                                                           | Розміщує публікації на умовах відкритого доступу. |
| Вісник Львівського торговельно-економічного університету. Юридичні науки                                                                                              | Львівський торговельно-економічний університет | -                 | Львів            | Б    | 2       | Так  | Використовує префікс DOI, посилання за яким перенаправляють на сайт видання. | +                                                                           | Розміщує публікації на умовах відкритого доступу. |
| Вісник Львівського університету. Серія юридична | Львівський національний університет імені Івана Франка | -                 | Львів            | Б    | 1-2     | Так  | [ 34 ]                                                                       | +                                                                           | Розміщує публікації на умовах відкритого доступу. |
| Вісник Маріупольського державного університету. Серія: Право | Маріупольський державний університет | -                 | Маріуполь        | Б    | 2       | Так  | Використовує префікс DOI, посилання за яким перенаправляють на сайт видання. | -                                                                           | Розміщує публікації на умовах відкритого доступу. |
| Вісник Національного технічного університету України «Київський політехнічний інститут». Політологія. Соціологія. Право                                               | Національний технічний університет України «Київський політехнічний інститут імені Ігоря Сікорського» | -                 | Київ             | Б    | 4       | Так  | Використовує префікс DOI, посилання за яким перенаправляють на сайт видання. | +                                                                           | Розміщує публікації на умовах відкритого доступу. |
| Вісник Національного університету «Львівська політехніка» Серія: «Юридичні науки»                                                                                     | Національний університет «Львівська політехніка» | -                 | Львів            | Б    | 4       | Так  | Використовує префікс DOI, посилання за яким перенаправляють на сайт видання. | +                                                                           | [ 13 ]                                            |
| Вісник Національної академії правових наук України | - Національна академія правових наук України - Національний університет «Юридична академія України імені Ярослава Мудрого» | НАПрН НЮУ         | Харків           | А    | 4       | Так  | [ 34 ]                                                                       | -                                                                           | Розміщує публікації на умовах відкритого доступу. |
| Вісник Одеського науково-дослідного інституту судових експертиз Міністерства юстиції України                                                                          | Одеський науково-дослідний інститут судових експертиз Міністерства юстиції України | Мін'юст           | Одеса            | Б    | -       | Так  | [ 22 ]                                                                       | -                                                                           | Розміщує публікації на умовах відкритого доступу. |
| Вісник Одеського національного університету. Правознавство | Одеський національний університет імені І. І. Мечникова | -                 | Одеса            | Б    | 2       | Так  | Використовує префікс DOI, посилання за яким перенаправляють на сайт видання. | -                                                                           | [ 40 ]                                            |
| Вісник пенітенціарної асоціації України | - ГО «Пенітенціарна асоціація України» - ПУ «Науково-дослідний інститут публічного права» | -                 | Київ             | Б    | 4       | Так  | Використовує префікс DOI, посилання за яким перенаправляють на сайт видання. | +                                                                           | [ 13 ]                                            |
| Вісник Університету імені Альфреда Нобеля. Серія «Право» | Університет імені Альфреда Нобеля | -                 | Дніпро           | Б    | 2       | Так  | Використовує префікс DOI, посилання за яким перенаправляють на сайт видання. | +                                                                           | Розміщує публікації на умовах відкритого доступу. |
| Вісник Харківського національного університету внутрішніх справ | Харківський національний університет внутрішніх справ МВС України | МВС               | Харків           | Б    | 4       | Так  | Використовує префікс DOI, посилання за яким перенаправляють на сайт видання. | Зазначає ORCID, оформлений відповідно до вимог, зокрема разом із логотипом. | Розміщує публікації на умовах відкритого доступу. |
| Вісник Харківського національного університету імені В. Н. Каразіна. Серія «Право»                                                                                    | Харківський національний університет імені В. Н. Каразіна | -                 | Харків           | Б    | 2       | Так  | Використовує префікс DOI, посилання за яким перенаправляють на сайт видання. | +                                                                           | Розміщує публікації на умовах відкритого доступу. |
| Вчені записки Таврійського національного університету імені В. І. Вернадського, серія «Юридичні науки»                                                                | Таврійський національний університет імені В. І. Вернадського | -                 | Київ             | Б    | 2-6     | Так  | Використовує префікс DOI, посилання за яким перенаправляють на сайт видання. | -                                                                           | Розміщує публікації на умовах відкритого доступу. |
| Галицькі студії: Юридичні науки | Галицький фаховий коледж імені В'ячеслава Чорновола | -                 | Тернопіль        | Б    | -       | Так  | Використовує префікс DOI, посилання за яким перенаправляють на сайт видання. | +                                                                           | Розміщує публікації на умовах відкритого доступу. |
| Держава і право | Інститут держави і права ім. В. М. Корецького НАН України | НАН               | Київ             | Б    | 4       | Так  | [ 34 ]                                                                       | +                                                                           | [ 13 ]                                            |
| Держава та регіони. Серія: Право | Класичний приватний університет | -                 | Запоріжжя        | Б    | 4       | Так  | Використовує префікс DOI, посилання за яким перенаправляють на сайт видання. | -                                                                           | [ 13 ]                                            |
| Державне будівництво та місцеве самоврядування | Науково-дослідний інститут державного будівництва та місцевого самоврядування НАПрН України | НАПрН             | Харків           | Б    | 2       | Так  | -                                                                            | ?                                                                           | [ 50 ]                                            |
| Дніпровський науковий часопис публічного управління, психології, права                                                                                                | Громадська організація «Громадська наукова організація „Фундація публічно-правових ініціатив“» | -                 | Дніпро           | Б    | 6       | Так  | Використовує префікс DOI, посилання за яким перенаправляють на сайт видання. | +                                                                           | [ 13 ]                                            |
| Доступ до правосуддя у Східній Європі | Громадська організація «Центр досліджень східно-європейського права» | -                 | Київ             | А    | 4       | Так  | Використовує префікс DOI, посилання за яким перенаправляють на сайт видання. | +                                                                           | Розміщує публікації на умовах відкритого доступу. |
| Екологічне право | - Інститут держави і права ім. В. М. Корецького НАН України - ТОВ «Інститут законодавчих передбачень та правової експертизи» | НАН               | Київ             | Б    | 4       | Так  | Використовує префікс DOI, посилання за яким перенаправляють на сайт видання. | +                                                                           | [ 13 ]                                            |
| Економіка та право | - Національна академія наук України - Інститут економіко-правових досліджень імені В. К. Мамутова Національної академії наук України - Державний вищий навчальний заклад «Донецький національний технічний університет» | НАН               | Київ             | Б    | 3       | Так  | Використовує префікс DOI, посилання за яким перенаправляють на сайт видання. | +                                                                           | Розміщує публікації на умовах відкритого доступу. |
| Економіка. Фінанси. Право | - Приватне акціонерне товариство «Аудиторська фірма „Аналітик“» - Академія муніципального управління - Національна академія внутрішніх справ | МВС               | Київ             | Б    | 12      | Так  | Використовує префікс DOI, посилання за яким перенаправляють на сайт видання. | +                                                                           | Розміщує публікації на умовах відкритого доступу. |
| Економічна теорія та право | Національний юридичний університет імені Ярослава Мудрого | НЮУ               | Харків           | Б    | 4       | Так  | [ 34 ]                                                                       | +                                                                           | [ 13 ]                                            |
| Експерт: парадигми юридичних наук і державного управління | - Науково-дослідний інститут судової експертизи з питань інтелектуальної власності Міністерства юстиції України - ПрАТ «ВНЗ „Міжрегіональна академія управління персоналом“» | Мін'юст           | Київ             | Б    | 6       | Так  | Використовує префікс DOI, посилання за яким перенаправляють на сайт видання. | +                                                                           | [ 13 ]                                            |
| Ерліхівський журнал | Чернівецький національний університет імені Юрія Федьковича | -                 | Чернівці         | Б    | 2       | Так  | Використовує префікс DOI, посилання за яким перенаправляють на сайт видання. | +                                                                           | Розміщує публікації на умовах відкритого доступу. |
| Європейський правничий часопис | Приватний вищий навчальний заклад «Європейський університет» |                   |                  | Б    |         |      |                                                                              |                                                                             |                                                   |
| Європейські перспективи | Харківський національний університет внутрішніх справ МВС України | МВС               | Київ             | Б    | 4       | Так  | Використовує префікс DOI, посилання за яким перенаправляють на сайт видання. | +                                                                           | Розміщує публікації на умовах відкритого доступу. |
| Журнал східноєвропейського права | ПВНЗ «Університет сучасних знань» | -                 | Київ             | Б    | 12      | Так  | [ 5 ]                                                                        | +                                                                           | Розміщує публікації на умовах відкритого доступу. |
| Закон. Держава. Технологія | Національний технічний університет «Дніпровська політехніка» | -                 | Дніпро           | Б    | 4       | Так  | Використовує префікс DOI, посилання за яким перенаправляють на сайт видання. | +                                                                           | Розміщує публікації на умовах відкритого доступу. |
| Закон і кордон | Національна академія Державної прикордонної служби України імені Богдана Хмельницького | -                 | Хмельницький     | Б    | 2       | Так  | Використовує префікс DOI, посилання за яким перенаправляють на сайт видання. | +                                                                           | Розміщує публікації на умовах відкритого доступу. |
| Збірник наукових праць Національної академії Служби безпеки України                                                                                                   | Національна академія Служби безпеки України | -                 | Київ             | Б    | ?       | -    | [ 22 ]                                                                       | ?                                                                           | ?                                                 |
| Збірник наукових праць Харківського національного педагогічного університету імені Г. С. Сковороди «Право»                                                            | Харківський національний педагогічний університет імені Г. С. Сковороди | -                 | Харків           | Б    | 2       | Так  | Використовує префікс DOI, посилання за яким перенаправляють на сайт видання. | +                                                                           | Розміщує публікації на умовах відкритого доступу. |
| Знання європейського права | Національний університет «Одеська юридична академія» | ОЮА               | Одеса            | Б    | 4-6     | Так  | Використовує префікс DOI, посилання за яким перенаправляють на сайт видання. | +                                                                           | [ 13 ]                                            |
| Зовнішня торгівля: економіка, фінанси, право | Державний торговельно-економічний університет | -                 | Київ             | Б    | 6       | Так  | Використовує префікс DOI, посилання за яким перенаправляють на сайт видання. | +                                                                           | Розміщує публікації на умовах відкритого доступу. |
| Інформація і право | Науково-дослідний інститут інформатики і права НАПрН України | НАПрН             | Київ             | Б    | 3       | Так  | ?                                                                            | +                                                                           | Розміщує публікації на умовах відкритого доступу. |
| Ірпінський юридичний часопис | Університет державної фіскальної служби України | -                 | Ірпінь           | Б    | 2       | Так  | [ 34 ]                                                                       | +                                                                           | Розміщує публікації на умовах відкритого доступу. |
| Історико-правовий часопис | Волинський національний університет імені Лесі Українки | -                 | Луцьк            | Б    | 2       | Так  | Використовує префікс DOI, посилання за яким перенаправляють на сайт видання. | +                                                                           | Розміщує публікації на умовах відкритого доступу. |
| Київський часопис права | ДВНЗ «Київський національний економічний університет імені Вадима Гетьмана» | -                 | Київ             | Б    | 4       | Так  | Використовує префікс DOI, посилання за яким перенаправляють на сайт видання. | -                                                                           | Розміщує публікації на умовах відкритого доступу. |
| Київський юридичний журнал | ПВНЗ Фінансово-правовий коледж | -                 | Київ             | Б    | -       | Так  | Використовує префікс DOI, посилання за яким перенаправляють на сайт видання. | +                                                                           | Розміщує публікації на умовах відкритого доступу. |
| Конституційно-правові академічні студії | ДВНЗ «Ужгородський національний університет» | -                 | Ужгород          | Б    | 2-4     | Так  | Використовує префікс DOI, посилання за яким перенаправляють на сайт видання. | +                                                                           | Розміщує публікації на умовах відкритого доступу. |
| Космічна наука і технологія | Національна академія наук України | НАН               | Київ             | А    | 6       | Так  | [ 34 ]                                                                       | +                                                                           | [ 13 ]                                            |
| Криміналістика і судова експертиза | Київський науково-дослідний інститут судових експертиз Міністерства юстиції України | Мін'юст           | Київ             | Б    | 1       | Так  | Використовує префікс DOI, посилання за яким перенаправляють на сайт видання. | +                                                                           | Розміщує публікації на умовах відкритого доступу. |
| Кримінально-виконавча система: Вчора. Сьогодні. Завтра | Академія Державної пенітенціарної служби | Мін'юст           | Чернігів         | Б    | 2       | Так  | Використовує префікс DOI, посилання за яким перенаправляють на сайт видання. | +                                                                           | Розміщує публікації на умовах відкритого доступу. |
| Міжнародний науковий журнал «Інтернаука». Серія: «Юридичні науки» | - Київський кооперативний інститут бізнесу і права - Приватна установа «Науково-дослідний інститут публічного права» - ТОВ «Фінансова Рада України» - ГО «Міжнародна академія освіти і науки» | -                 | Київ             | Б    | 12      | Так  | ?                                                                            | ?                                                                           | Розміщує публікації на умовах відкритого доступу. |
| Міжнародний юридичний вісник: актуальні проблеми сучасності (теорія та практика)                                                                                      | Університет державної фіскальної служби України | -                 | Ірпінь           | Б    | 1-3     | Так  | Використовує префікс DOI, посилання за яким перенаправляють на сайт видання. | +                                                                           | Розміщує публікації на умовах відкритого доступу. |
| Морська безпека та оборона | - Інститут Військово-Морських Сил Національного університету «Одеська морська академія» - Одеський державний університет внутрішніх справ - Військова академія - ТОВ «Видавничий дім „Гельветика“» | МВС               | Одеса            | Б    | 2       | Так  | Використовує префікс DOI, посилання за яким перенаправляють на сайт видання. | +                                                                           | Розміщує публікації на умовах відкритого доступу. |
| Наука і правоохорона | Державний науково-дослідний інститут МВС України | МВС               | Київ             | Б    | 4       | Так  | [ 34 ]                                                                       | +                                                                           | [ 13 ]                                            |
| Наука і техніка сьогодні | - Громадська організація «Всеукраїнська асамблея докторів наук з державного управління» - Громадська організація «Асоціація науковців України» - Видавнича група «Наукові перспективи» | -                 | Київ             | Б    | 12      | Так  | [ 7 ]                                                                        | +                                                                           | Розміщує публікації на умовах відкритого доступу. |
| Наукове сходження: Юридичні науки | - Інститут держави і права ім. В. М. Корецького НАН України - ПП «Технологічний центр» | НАН               | Харків           | Б    | 4       | Так  | Використовує префікс DOI, посилання за яким перенаправляють на сайт видання. | -                                                                           | Розміщує публікації на умовах відкритого доступу. |
| Науковий вісник Дніпровського державного університету внутрішніх справ                                                                                                | Дніпровський державний університет внутрішніх справ МВС України | МВС               | Дніпро           | Б    | 4       | Так  | Використовує префікс DOI, посилання за яким перенаправляють на сайт видання. | +                                                                           | [ 13 ]                                            |
| Науковий вісник Київського інституту Національної гвардії України | Київський інститут Національної гвардії України | МВС               | Київ             | Б    | 2       | Так  | Використовує префікс DOI, посилання за яким перенаправляють на сайт видання. | +                                                                           | Розміщує публікації на умовах відкритого доступу. |
| Науковий вісник Львівського державного університету внутрішніх справ                                                                                                  | Львівський державний університет внутрішніх справ | МВС               | Львів            | Б    | 4       | Так  | Використовує префікс DOI, посилання за яким перенаправляють на сайт видання. | +                                                                           | Розміщує публікації на умовах відкритого доступу. |
| Науковий вісник Льотної академії. Серія: Економіка, менеджмент та право                                                                                               | Національний авіаційний університет | -                 | Кропивницький    | Б    | 2       | Так  | Використовує префікс DOI, посилання за яким перенаправляють на сайт видання. | +                                                                           | Розміщує публікації на умовах відкритого доступу. |
| Науковий вісник Міжнародного гуманітарного університету. Серія: Юриспруденція                                                                                         | Міжнародний гуманітарний університету | -                 | Одеса            | Б    | 6       | Так  | Використовує префікс DOI, посилання за яким перенаправляють на сайт видання. | -                                                                           | Розміщує публікації на умовах відкритого доступу. |
| Науковий вісник Національної академії внутрішніх справ | - Національна академія внутрішніх справ - ТОВ «Наукові журнали» | МВС               | Київ             | Б    | 4       | Так  | Використовує префікс DOI, посилання за яким перенаправляють на сайт видання. | +                                                                           | Розміщує публікації на умовах відкритого доступу. |
| Науковий вісник Національної академії Служби безпеки України | Національна академія Служби безпеки України | -                 | Київ             | Б    | ?       | -    | [ 22 ]                                                                       | ?                                                                           | ?                                                 |
| Науковий вісник НДІ проблем досудового розслідування | - Науково-дослідний інститут публічного права - Приватна установа «Науково-дослідний інститут проблем досудового розслідування» - Адвокатське об'єднання «DEFENSORES» | -                 | Київ             | Б    | 2       | Так  | Використовує префікс DOI, посилання за яким перенаправляють на сайт видання. | +                                                                           | Розміщує публікації на умовах відкритого доступу. |
| Науковий вісник публічного та приватного права | Приватна установа «Науково-дослідний інститут публічного права» | -                 | Київ             | Б    | 6       | Так  | Використовує префікс DOI, посилання за яким перенаправляють на сайт видання. | +                                                                           | [ 13 ]                                            |
| Науковий вісник Сіверщини. Серія: Право | Академія Державної пенітенціарної служби України | Мін'юст           | Чернігів         | Б    | 3       | Так  | Використовує префікс DOI, посилання за яким перенаправляють на сайт видання. | +                                                                           | Розміщує публікації на умовах відкритого доступу. |
| Науковий вісник Ужгородського університету. Серія «Право» | Ужгородський національний університет | -                 | Ужгород          | Б    | 6       | Так  | [ 34 ]                                                                       | +                                                                           | Розміщує публікації на умовах відкритого доступу. |
| Науковий вісник Херсонського державного університету. Серія «Юридичні науки»                                                                                          | Херсонський державний університет | -                 | Херсон           | Б    | 2       | Так  | Використовує префікс DOI, посилання за яким перенаправляють на сайт видання. | +                                                                           | Розміщує публікації на умовах відкритого доступу. |
| Науковий часопис НПУ імені М. П. Драгоманова. Серія 18. Право | Український державний університет імені Михайла Драгоманова | -                 | Київ             | Б    | 1       | Так  | Використовує префікс DOI, посилання за яким перенаправляють на сайт видання. | -                                                                           | Розміщує публікації на умовах відкритого доступу. |
| Наукові записки Інституту законодавства Верховної Ради України | Інститут законодавства Верховної Ради України | -                 | Київ             | Б    | 6       | Ні   | ?                                                                            | +                                                                           | ?                                                 |
| Наукові записки Львівського університету бізнесу та права | ПВНЗ «Львівський університет бізнесу та права» | -                 | Львів            | Б    | 2-4     | Так  | [ 5 ]                                                                        | +                                                                           | Розміщує публікації на умовах відкритого доступу. |
| Наукові записки НаУКМА. Юридичні науки | Національний університет «Києво-Могилянська академія» | -                 | Київ             | Б    | 2       | Так  | Використовує префікс DOI, посилання за яким перенаправляють на сайт видання. | +                                                                           | Розміщує публікації на умовах відкритого доступу. |
| Наукові записки. Серія: Право | Центральноукраїнський державний педагогічний університет імені Володимира Винниченка | -                 | Кропивницький    | Б    | 2       | Так  | Використовує префікс DOI, посилання за яким перенаправляють на сайт видання. | +                                                                           | Розміщує публікації на умовах відкритого доступу. |
| Наукові інновації та передові технології | Громадська організація «Всеукраїнська Асамблея докторів наук із державного управління» | -                 | Київ             | Б    | 12      | Так  | [ 7 ]                                                                        | +                                                                           | Розміщує публікації на умовах відкритого доступу. |
| Наукові перспективи | - Громадська організація «Всеукраїнська асамблея докторів наук з державного управління» - Приватне акціонерне товариство «Вищий навчальний заклад „Міжрегіональна Академія управління персоналом“» - Громадська організація «Асоціація науковців України» | -                 | Київ             | Б    | 12      | Так  | [ 7 ]                                                                        | +                                                                           | Розміщує публікації на умовах відкритого доступу. |
| Наукові праці Міжрегіональної Академії управління персоналом. Юридичні науки                                                                                          | ПАТ «ВНЗ „Міжрегіональна академія управління персоналом“» | -                 | Київ             | Б    | 1-4     | Так  | Використовує префікс DOI, посилання за яким перенаправляють на сайт видання. | +                                                                           | Розміщує публікації на умовах відкритого доступу. |
| Наукові праці Національного авіаційного університету. Серія: «Юридичний вісник „Повітряне і космічне право“»                                                          | Національний авіаційний університет | -                 | Київ             | Б    | 4       | Так  | ?                                                                            | +                                                                           | [ 13 ]                                            |
| Наукові праці Національного університету «Одеська юридична академія»                                                                                                  | Національний університет «Одеська юридична академія» | ОЮА               | Одеса            | Б    | 1-3     | Так  | Використовує префікс DOI, посилання за яким перенаправляють на сайт видання. | -                                                                           | Розміщує публікації на умовах відкритого доступу. |
| Науково-інформаційний вісник Івано-Франківського університету права імені Короля Данила Галицького                                                                    | Приватний вищий навчальний заклад Університет Короля Данила | -                 | Івано-Франківськ | Б    | 2       | Так  | Використовує префікс DOI, посилання за яким перенаправляють на сайт видання. | +                                                                           | Розміщує публікації на умовах відкритого доступу. |
| Науково-практичний журнал «Медичне право» | - Львівський обласний благодійний фонд «Медицина і право» - ВГО «Фундація медичного права та біоетики України» - Львівський національний медичний університет імені Данила Галицького - Науково-дослідний інститут інтелектуальної власності НАПрН України | НАПрН             | Львів            | Б    | 2       | Так  | Використовує префікс DOI, посилання за яким перенаправляють на сайт видання. | +                                                                           | Розміщує публікації на умовах відкритого доступу. |
| Науково-практичний збірник «Криміналістичний вісник» | - Державний науково-дослідний експертно-криміналістичний центр МВС України - Національна академія внутрішніх справ МВС України | МВС               | Київ             | Б    | 2       | Так  | Використовує префікс DOI, посилання за яким перенаправляють на сайт видання. | +                                                                           | Розміщує публікації на умовах відкритого доступу. |
| Національні інтереси України | - Військова академія (місто Одеса) - Громадська організація «Всеукраїнська Асамблея докторів наук із державного управління» - Видавнича група «Наукові перспективи» |                   |                  | Б    |         |      |                                                                              |                                                                             |                                                   |
| Наше право | Харківський національний університет внутрішніх справ МВС України | МВС               | Київ             | Б    | 6       | Так  | Використовує префікс DOI, посилання за яким перенаправляють на сайт видання. | +                                                                           | Розміщує публікації на умовах відкритого доступу. |
| Нове українське право | Київський регіональний центр Національної академії правових наук України | НАПрН             | Київ             | Б    | 6       | Так  | Використовує префікс DOI, посилання за яким перенаправляють на сайт видання. | ?                                                                           | Розміщує публікації на умовах відкритого доступу. |
| Питання боротьби зі злочинністю | - Національний юридичний університет імені Ярослава Мудрого - Національна академія правових наук України - Науково-дослідний інститут вивчення проблем злочинності імені академіка В. В. Сташиса НАПрН України | НАПрН НЮУ         | Харків           | Б    | 2       | Так  | [ 34 ]                                                                       | +                                                                           | Розміщує публікації на умовах відкритого доступу. |
| Південноукраїнський правничий часопис | Одеський державний університет внутрішніх справ МВС України | МВС               | Одеса            | Б    | 4       | Так  | Використовує префікс DOI, посилання за яким перенаправляють на сайт видання. | -                                                                           | Розміщує публікації на умовах відкритого доступу. |
| Підприємництво, господарство і право | Науково-дослідний інститут приватного права і підприємництва імені Ф. Г. Бурчака НАПрН України | НАПрН             | Київ             | Б    | 12      | Так  | Використовує префікс DOI, посилання за яким перенаправляють на сайт видання. | +                                                                           | [ 13 ]                                            |
| Правничий часопис Донецького національного університету імені Василя Стуса                                                                                            | Донецький національний університет імені Василя Стуса | -                 | Вінниця          | Б    | 2       | Так  | Використовує префікс DOI, посилання за яким перенаправляють на сайт видання. | -                                                                           | [ 40 ]                                            |
| Правова держава. Щорічник наукових праць | Інститут держави і права ім. В. М. Корецького НАН України | НАН               | Київ             | Б    | 1       | Так  | Використовує префікс DOI, посилання за яким перенаправляють на сайт видання. | +                                                                           | Розміщує публікації на умовах відкритого доступу. |
| Правова держава | Одеський національний університет імені І. І. Мечникова | -                 | Одеса            | Б    | 4       | Так  | Використовує префікс DOI, посилання за яким перенаправляють на сайт видання. | +                                                                           | Розміщує публікації на умовах відкритого доступу. |
| Правова позиція | Університет митної справи та фінансів | -                 | Дніпро           | Б    | 4       | Так  | Використовує префікс DOI, посилання за яким перенаправляють на сайт видання. | -                                                                           | Розміщує публікації на умовах відкритого доступу. |
| Правовий часопис Донбасу | Донецький державний університет внутрішніх справ МВС України | МВС               | Кривий Ріг       | Б    | 4       | Так  | ?                                                                            | ?                                                                           | ?                                                 |
| Правові горизонти | ТОВ «Наукова установа „Правові горизонти“» | -                 | Суми             | Б    | 6       | Так  | Використовує префікс DOI, посилання за яким перенаправляють на сайт видання. | +                                                                           | [ 13 ]                                            |
| Правові новели | ПВНЗ «Міжнародний університет бізнесу і права» | -                 | Херсон           | Б    | 3       | Так  | Використовує префікс DOI, посилання за яким перенаправляють на сайт видання. | -                                                                           | Розміщує публікації на умовах відкритого доступу. |
| Право і Безпека | Харківський національний університет внутрішніх справ МВС України | МВС               | Харків           | Б    | 4       | Так  | Використовує префікс DOI, посилання за яким перенаправляють на сайт видання. | Зазначає ORCID, оформлений відповідно до вимог, зокрема разом із логотипом. | Розміщує публікації на умовах відкритого доступу. |
| Право і суспільство | - Національна академія внутрішніх справ МВС України - ВНПЗ «Дніпропетровський гуманітарний університет» - «Фонд юридичної науки Академіка права В. В. Сташиса» | МВС               | Дніпро           | Б    | 6       | Так  | Використовує префікс DOI, посилання за яким перенаправляють на сайт видання. | -                                                                           | Розміщує публікації на умовах відкритого доступу. |
| Право. Людина. Довкілля | - Національний університет біоресурсів і природокористування України - ТОВ «Наукові журнали» | -                 | Київ             | Б    | 4       | Так  | Використовує префікс DOI, посилання за яким перенаправляють на сайт видання. | +                                                                           | Розміщує публікації на умовах відкритого доступу. |
| Право та державне управління | Класичний приватний університет | -                 | Запоріжжя        | Б    | 4       | Так  | Використовує префікс DOI, посилання за яким перенаправляють на сайт видання. | -                                                                           | [ 13 ]                                            |
| Право та інновації | Науково-дослідний інститут правового забезпечення інноваційного розвитку НАПрН України | НАПрН             | Харків           | Б    | 4       | Так  | Використовує префікс DOI, посилання за яким перенаправляють на сайт видання. | +                                                                           | ?                                                 |
| Право та інноваційне суспільство | Науково-дослідний інститут правового забезпечення інноваційного розвитку НАПрН України | НАПрН             | Харків           | Б    | 2       | Так  | Використовує префікс DOI, посилання за яким перенаправляють на сайт видання. | +                                                                           | Розміщує публікації на умовах відкритого доступу. |
| Юридичний журнал «Право України» | - Національний університет «Юридична академія України імені Ярослава Мудрого» - Інститут держави і права ім. В. М. Корецького НАН України - ТОВ «Видавничий дім „ІН ЮРЕ“» - ТОВ «Юридичне видавництво „ПРАВО УКРАЇНИ“» - ТОВ "База даних судової практики «РАТІО ДЕЦІДЕНДІ» - ТОВ «Міжнародна наукометрична база „ВЕРБА“» - Адвокатське об'єднання «Адвокатська компанія „КАЙРОС“» - НАПрН України | НАН НАПрН НЮУ     | Київ             | Б    | 12      | Так  | Використовує префікс DOI, посилання за яким перенаправляють на сайт видання. | ?                                                                           | Надає доступ до публікацій за плату.              |
| Право.ua | - Харківський національний університет внутрішніх справ - Кримінологічна асоціація України - Міжрегіональна академія управління персоналом Київського міжнародного університету - Західна регіональна асоціація клубів ЮНЕСКО - Національна академія правових наук - Міністерство юстиції України                                                                                                  | НАПрН МВС Мін'юст | Київ             | Б    | 3-4     | Так  | Використовує префікс DOI, посилання за яким перенаправляють на сайт видання. | ?                                                                           | Розміщує публікації на умовах відкритого доступу. |
| Приватне право і підприємництво | Науково-дослідний інститут приватного права і підприємництва імені академіка Ф. Г. Бурчака | -                 | Київ             | Б    | 1       | Так  | [ 34 ]                                                                       | +                                                                           | Розміщує публікації на умовах відкритого доступу. |
| Приватне та публічне право | Сумський національний аграрний університет | -                 | Суми             | Б    | 4       | Так  | Використовує префікс DOI, посилання за яким перенаправляють на сайт видання. | -                                                                           | [ 13 ]                                            |
| Прикарпатський юридичний вісник | Національний університет «Одеська юридична академія» | ОЮА               | Одеса            | Б    | 3       | Так  | Використовує префікс DOI, посилання за яким перенаправляють на сайт видання. | +                                                                           | Розміщує публікації на умовах відкритого доступу. |
| Проблеми законності | Національний юридичний університет імені Ярослава Мудрого | НЮУ               | Харків           | Б    | 4       | Так  | Використовує префікс DOI, посилання за яким перенаправляють на сайт видання. | -                                                                           | Розміщує публікації на умовах відкритого доступу. |
| Проблеми сучасних трансформацій. Серія: право, публічне управління та адміністрування                                                                                 | ГО «Науково-освітній інноваційний центр суспільних трансформацій» | -                 | Чернігів         | Б    | 4       | Так  | Використовує префікс DOI, посилання за яким перенаправляють на сайт видання. | ?                                                                           | Розміщує публікації на умовах відкритого доступу. |
| Публічне право | - ДВНЗ «Ужгородський національний університет» - ВГО «Майбутнє країни» | -                 | Ужгород          | Б    | 4       | Так  | Використовує префікс DOI, посилання за яким перенаправляють на сайт видання. | +                                                                           | [ 13 ]                                            |
| Слово Національної школи суддів України | Національна школа суддів України | -                 | Київ             | Б    | 4       | Так  | Використовує префікс DOI, посилання за яким перенаправляють на сайт видання. | +                                                                           | [ 13 ]                                            |
| Соціальне право | Київський національний університет імені Тараса Шевченка | КНУ               | Київ             | Б    | 2-4     | Так  | [ 34 ]                                                                       | -                                                                           | Розміщує публікації на умовах відкритого доступу. |
| Соціально-економічні відносини в цифровому суспільстві | ТОВ «Фінтехальянс» | -                 | Київ             | Б    | 4       | Так  | Використовує префікс DOI, посилання за яким перенаправляють на сайт видання. | +                                                                           | Розміщує публікації на умовах відкритого доступу. |
| Соціально-правові студії | Львівський державний університет внутрішніх справ | МВС               | Львів            | А    | 4       | Так  | Використовує префікс DOI, посилання за яким перенаправляють на сайт видання. | +                                                                           | Розміщує публікації на умовах відкритого доступу. |
| Соціологія права | - Інститут держави і права ім. В. М. Корецького НАН України - ТОВ «Інститут законодавчих передбачень та правової експертизи» | НАН               | Київ             | Б    | 4       | Так  | Використовує префікс DOI, посилання за яким перенаправляють на сайт видання. | ?                                                                           | [ 13 ]                                            |
| Суспільство та безпека | Державний університет «Житомирська політехніка» |                   |                  | Б    |         |      |                                                                              |                                                                             |                                                   |
| Теорія і практика інтелектуальної власності | Науково-дослідний інститут інтелектуальної власності НАПрН України | НАПрН             | Київ             | Б    | 6       | Так  | [ 34 ]                                                                       | +                                                                           | Розміщує публікації на умовах відкритого доступу. |
| Теорія і практика правознавства | Національний юридичний університет імені Ярослава Мудрого | НЮУ               | Харків           | Б    | 2       | Так  | Використовує префікс DOI, посилання за яким перенаправляють на сайт видання. | -                                                                           | Розміщує публікації на умовах відкритого доступу. |
| Теорія та практика судової експертизи і криміналістики | - Національний науковий центр «Інститут судових експертиз ім. засл. проф. М. С. Бокаріуса - Національний юридичний університет імені Ярослава Мудрого | НЮУ Мін'юст       | Харків           | Б    | 1-3     | Так  | [ 34 ]                                                                       | +                                                                           | Розміщує публікації на умовах відкритого доступу. |
| Українська поліцеїстика: теорія, законодавство, практика | Донецький державний університет внутрішніх справ МВС України | МВС               | Кривий Ріг       | Б    | 2       | Так  | ?                                                                            | ?                                                                           | ?                                                 |
| Український політико-правовий дискурс | - Міжнародний класичний університет імені Пилипа Орлика - фізична особа — підприємець Малець Василь Васильович - Futurity Research Publishing |                   |                  | Б    |         |      |                                                                              |                                                                             |                                                   |
| Український часопис конституційного права | - Львівський національний університет імені Івана Франка - ТОВ «Редакція журналу Український часопис конституційного права» - ГО «Центр конституційних ініціатив» | -                 | Львів            | Б    | 4       | Так  | Використовує префікс DOI, посилання за яким перенаправляють на сайт видання. | +                                                                           | [ 13 ]                                            |
| Український часопис міжнародного права | - Всеукраїнська громадська організація «Українська асоціація міжнародного права» - Київський національний університет імені Тараса Шевченка - Товариство з обмеженою відповідальністю «Юридична фірма „ПРОКСЕН“» | КНУ               | Київ             | Б    | 4       | Так  | [ 34 ]                                                                       | ?                                                                           | [ 13 ]                                            |
| Університетські наукові записки | - Хмельницький університет управління та права імені Леоніда Юзькова - Національна академія державного управління при Президентові України - Інститут законодавства Верховної Ради України | -                 | Хмельницький     | Б    | 6       | Так  | Використовує префікс DOI, посилання за яким перенаправляють на сайт видання. | +                                                                           | Розміщує публікації на умовах відкритого доступу. |
| Успіхи і досягнення у науці (Серія «Гуманітарні науки», Серія «Право», Серія «Освіта», Серія «Управління та адміністрування», Серія «Соціальні та поведінкові науки») | - Інститут держави і права імені В. М. Корецького НАН України - Всеукраїнська Асамблея докторів наук з державного управління - Видавнича група «Наукові перспективи» | НАН               | Київ             | Б    | 12      | Так  | [ 7 ]                                                                        | +                                                                           | Розміщує публікації на умовах відкритого доступу. |
| Філософія права і загальна теорія права | Національний юридичний університет імені Ярослава Мудрого | НЮУ               | Харків           | Б    | 2       | Так  | Використовує префікс DOI, посилання за яким перенаправляють на сайт видання. | +                                                                           | [ 26 ]                                            |
| Філософські та методологічні проблеми права | Національна академія внутрішніх справ | МВС               | Київ             | Б    | 2       | Так  | [ 7 ]                                                                        | +                                                                           | Розміщує публікації на умовах відкритого доступу. |
| Форум права | Харківський національний університет внутрішніх справ МВС України | МВС               | Харків           | Б    | 5       | Так  | [ 5 ]                                                                        | +                                                                           | Розміщує публікації на умовах відкритого доступу. |
| Центральноукраїнський вісник права та публічного управління | Донецький державний університет внутрішніх справ МВС України | МВС               | Кропивницький    | Б    | 4       | Так  | Використовує префікс DOI, посилання за яким перенаправляють на сайт видання. | +                                                                           | Розміщує публікації на умовах відкритого доступу. |
| Часопис Київського інституту інтелектуальної власності та права | Київський інститут інтелектуальної власності та права Національного університету «Одеська юридична академія» | ОЮА               | Київ             | Б    | 2       | Так  | Використовує префікс DOI, посилання за яким перенаправляють на сайт видання. | +                                                                           | Розміщує публікації на умовах відкритого доступу. |
| Часопис цивілістики | Національний університет «Одеська юридична академія» | ОЮА               | Одеса            | Б    | 4       | Так  | Використовує префікс DOI, посилання за яким перенаправляють на сайт видання. | +                                                                           | [ 13 ]                                            |
| Честь і закон | Національна академія Національної гвардії України | МВС               | Харків           | Б    | 3-4     | Так  | [ 34 ]                                                                       | ?                                                                           | Розміщує публікації на умовах відкритого доступу. |
| Юридика | Приватна установа «Причорноморський науково-дослідний інститут економіки та інновацій» | -                 | Одеса            | Б    | 2       | Так  | ?                                                                            | -                                                                           | [ 141 ]                                           |
| Юридична психологія | Національна академія внутрішніх справ | МВС               | Київ             | Б    | 2       | Так  | [ 7 ]                                                                        | +                                                                           | Розміщує публікації на умовах відкритого доступу. |
| Юридична Україна | - Київський регіональний Центр Національної академії правових наук України - Науково-дослідний інститут приватного права і підприємництва імені академіка Ф. Г. Бурчака НАПрН - ТОВ «Юрінком Інтер» | НАПрН             | Київ             | Б    | 12      | Так  | [ 34 ]                                                                       | ?                                                                           | ?                                                 |
| Юридичний бюлетень | Одеський державний університет внутрішніх справ МВС України | МВС               | Одеса            | Б    | 6       | Так  | Використовує префікс DOI, посилання за яким перенаправляють на сайт видання. | +                                                                           | Розміщує публікації на умовах відкритого доступу. |
| Юридичний вісник | Національний університет «Одеська юридична академія» | ОЮА               | Одеса            | Б    | 4       | Так  | [ 34 ]                                                                       | -                                                                           | Розміщує публікації на умовах відкритого доступу. |
| Юридичний науковий електронний журнал | Запорізький національний університет | -                 | Запоріжжя        | Б    | 12      | Так  | Використовує префікс DOI, посилання за яким перенаправляють на сайт видання. | -                                                                           | Розміщує публікації на умовах відкритого доступу. |
| Юридичний часопис Національної академії внутрішніх справ | Національна академія внутрішніх справ | МВС               | Київ             | Б    | 4       | Так  | Використовує префікс DOI, посилання за яким перенаправляють на сайт видання. | +                                                                           | Розміщує публікації на умовах відкритого доступу. |
| Advanced Space Law | Науково-дослідний інститут публічного права | -                 | Київ             | Б    | 6       | Так  | Використовує префікс DOI, посилання за яким перенаправляють на сайт видання. | +                                                                           | [ 13 ]                                            |
| DICTUM FACTUM | Державний університет інфраструктури та технологій | -                 | Київ             | Б    | 3       | Так  | ?                                                                            | +                                                                           | [ 13 ]                                            |
| Customs Scientific Journal | Університет митної справи та фінансів | -                 | Дніпро           | Б    | 2       | Так  | Використовує префікс DOI, посилання за яким перенаправляють на сайт видання. | +                                                                           | Розміщує публікації на умовах відкритого доступу. |
| Kyiv-Mohyla Law and Politics Journal | Національний університет «Києво-Могилянська академія» | -                 | Київ             | Б    | 1       | Так  | ?                                                                            | -                                                                           | Розміщує публікації на умовах відкритого доступу. |
| Legal Bulletin | - Лаптєв Сергій Михайлович - Паращенко Людмила Іванівна - Фініков Тарас Володимирович - Гукайло Юрій Михайлович - ВНЗ «Університет економіки і права „КРОК“» - Варшавська економічно-гуманітарна академія (Польща) | -                 | Київ             | Б    | 4       | Так  | [ 34 ]                                                                       | +                                                                           | Розміщує публікації на умовах відкритого доступу. |
| Lex portus | - Національний університет «Одеська юридична академія» - Громадська організація «Морська асоціація „Святий Миколай“» - Громадська організація «Лекс Портус» | ОЮА               | Одеса            | А    | 6       | Так  | Використовує префікс DOI, посилання за яким перенаправляють на сайт видання. | +                                                                           | Розміщує публікації на умовах відкритого доступу. |
| Lex Sportiva | - ТОВ «Видавничий дім „Гельветика“» - ГО «Асоціація спортивного права» | -                 | -                | Б    | 2       | Так  | Використовує префікс DOI, посилання за яким перенаправляють на сайт видання. | +                                                                           | Розміщує публікації на умовах відкритого доступу. |
| Migration & Law | - ВНЗ «Національна академія управління» - ТОВ «Інститут сучасних освітніх технологій» | -                 | -                | Б    | 6       | Так  | Використовує префікс DOI, посилання за яким перенаправляють на сайт видання. | ?                                                                           | Розміщує публікації на умовах відкритого доступу. |
| Philosophy, Economics and Law Review | Дніпровський державний університет внутрішніх справ МВС України | МВС               | Дніпро           | Б    | 2       | Так  | Використовує префікс DOI, посилання за яким перенаправляють на сайт видання. | +                                                                           | Розміщує публікації на умовах відкритого доступу. |